# سید جلیل اردبیلی
سید جلیل اردبیلی از سیاستمداران ایرانی بود، که در دوره دوم بعنوان نماینده تبریز در مجلس شورای ملی حضور داشت.

حاج میرزا محمد مجتهد اردبیلی از معتمدین و پیشگامان نهضت مشروطه در اردبیل چندین پسر داشت و شادروانان آقا میرطاهر اردبیلی و آقا سیدجلیل اردبیلی از جمله آنها بودند و هر دو در نهضت مشروطیت ایران،در تهران و اردبیل از بازیگران بزرگ به شمار می آمدند.آقا میرطاهر در راه مشروطیت در اردبیل و سیدجلیل اردبیلی هم در اردبیل و هم در تهران در راه مشروطیت متحمل زحمات زیادی شدند.
سید حسن تقی‌زاده در کتاب زندگی طوفانی  درباره وی می نویسد :

انجمن آذربایجان:
در آن زمان انجمن‌ها در محلات تشکیل شده بود که تعداد آن‌ها به ۱۴۴ می‌رسید. از جملۀ این‌ها انجمن آذربایجان و انجمن مظفری نزدیک مجلس بود. در انجمن آذربایجان غیرآذربایجانی هم عضو آنجا بود. عباس آقا که امین‌السلطان را کشت از جیبش کاغذی از انجمن آذربایجان که بلیط آنجا بود درآمد که به اشتباه گفتند او عضو انجمن آذربایجان بود، در صورتی که بلیط انجمن را هر کسی می‌شد داشته باشد.
اول مرا رئیس انجمن آذربایجان کرده بودند. بعد از چندی گفتم چون وکیل مجلس هستم مناسب نیست و استعفا دادم. بعد معاضد‌السلطنه رئیس شد. او هم که وکیل مجلس شد آقا سیدجلیل اردبیلی رئیس آنجا شد.
یک نفر زردشتی به نام ارباب بهمن که عضو انجمن آذربایجان بود به آقا سید جلیل اردبیلی گفته بود اگر فلان کس یک وقت احتیاج داشته باشد از من قرض کند. به من از تبریز قریب سی تومان می‌رسید. دستم تنگ شد به حاجی علی عباس صدقیانی متوسل شدم که یک قدری به ما قرض بدهد. اول صد تومان قرض کردم. بعد از کمی صد تومان دیگر گرفتم. ارباب بهمن گفته بود از من قرض بگیرد.
روز قبل از توپ بستن مجلس به آقا سید جلیل اردبیلی گفتم پنجاه تومان قرض بگیرد. شب را که به سفارت انگلیس رفتم یک تومان نداشتم. قریب هفتاد نفر که آمدند هیچ‌کدام پولدار نبودند. ما شب نخست را با دو نان گذران کردیم. مرحوم ممتازالدوله که با حکیم‌الملک در سفارت فرانسه متحصن بودند ده تومان برای من فرستادند. چند روز گذران کردیم با هفتاد نفر که بودیم. آن تاجر تبریزی (صدقیانی) در آن حیص و بیص طلبش را می‌خواست. شاگرد یک نفر زردشتی که مقابل سفارت انگلیس در خیابان علاءالدوله آبجوفروشی داشت و شلوار کوتاه به پا داشت و برای سفارت آبجو می‌آورد آنجا می‌آمد و می‌رفت. انگلیسی‌ها غیر از او کسی را نمی‌گذاشتند وارد شود. آن شاگرد آمد گفت ارباب گفته است شما پنجاه تومان خواسته بودید حاضر است. گفتم به ارباب بگو صد تومان هم بدهد به خانوادۀ حاج میرزا ابراهیم آقا تبریزی.

## عضویت در کمیته ملی
هدف از تشکیل کمیته ملی، تهییج افکار عمومی به منظور مبارزه با محمدعلی‌شاه بود.
اعضای این کمیته که ۱۵ نفر بودند عبارتند از :میرزا نصرا... ملک‌المتکلمین ملقب به ملک‌المتکلمین؛ جمال‌الدین واعظ اصفهانی ملقب به  صدرالواعظین و صدرالمحققین ، سید محمدرضا مساوات شیرازی؛ ابراهیم حکیمی ملقب به ابراهیم‌ خان حکیم‌الملک ،سید حسن تقی‌زاده، سید عبدالرحیم خلخالی، سید جلیل اردبیلی، حسینقلی نواب ، حسین سمیعی ملقب  به ادیب‌السلطنه، جهانگیرخان صور اسرافیل ملقب به جهانگیر خان شیرازی، میرزا علی‌اکبرخان دهخدا ملقب به علی‌اکبر دهخدا ، میرزا داوود نوری ملقب به میرزا داودخان، محمدعلی نصرت‌السلطان، ابوالحسن پیرنیا ملقب به ابوالحسن خان معاضدالسلطنه و سلیمان خان میکده ملقب به میرزا سلیمان‌خان.